# 普里莫爾斯克 (烏克蘭)
普里莫尔斯克（羅馬化：Prymorsk，發音：[prɪˈmɔrsʲk]）是乌克兰东南部扎波羅熱州別爾江斯克區普里莫尔斯克市镇内的城市及该市镇的行政中心。該市位於州府扎波罗热東南155公里的亞速海畔，始建於1800年，面積12.82平方公里，海拔高度5米，2022年人口数量为11,157人。

## 城市名称
该市原名诺盖斯克（羅馬化：Nogaysk），得名于直至19世纪定居在这里的諾蓋人。1964年，该市改为现名。

## 图集

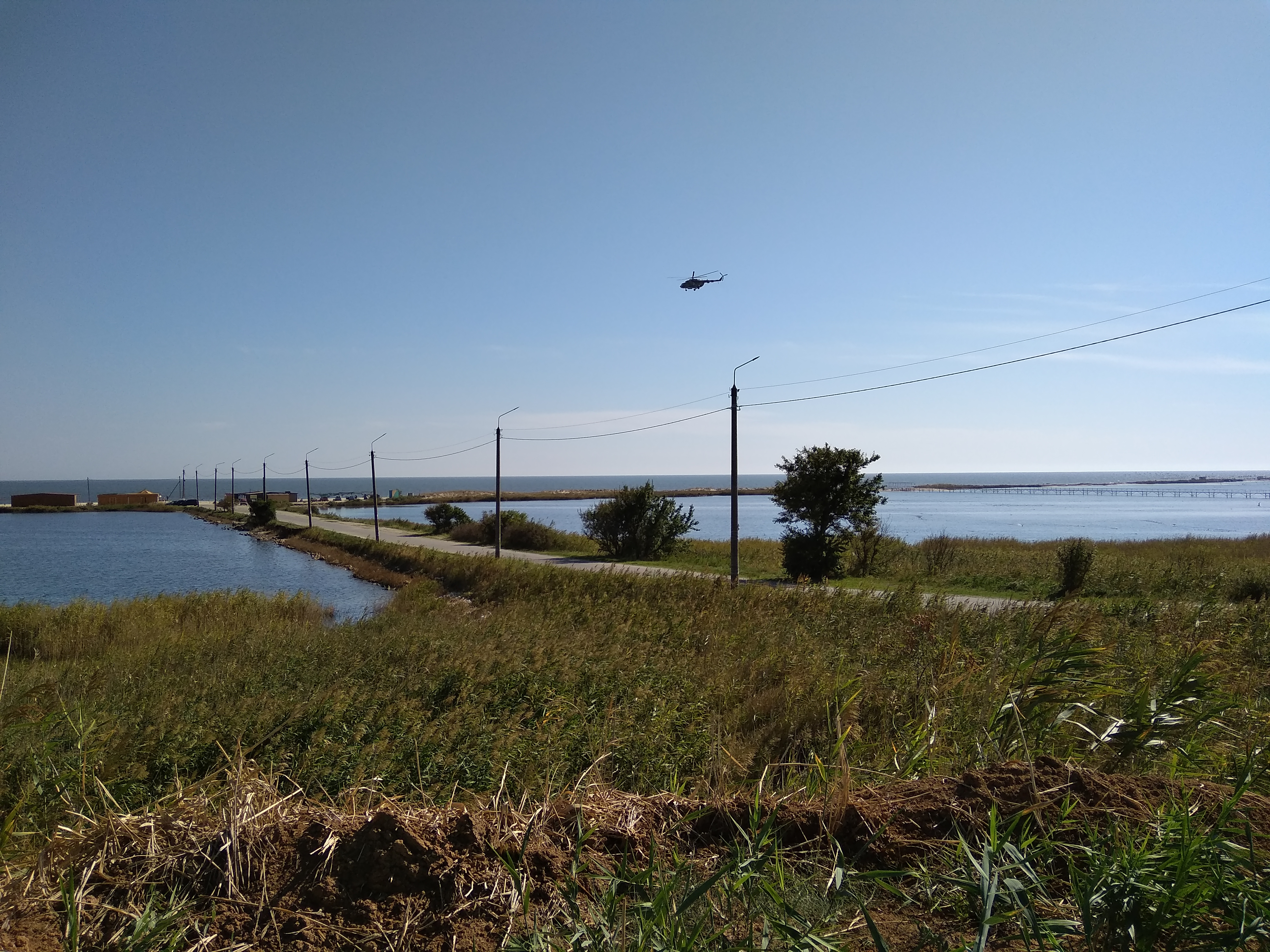
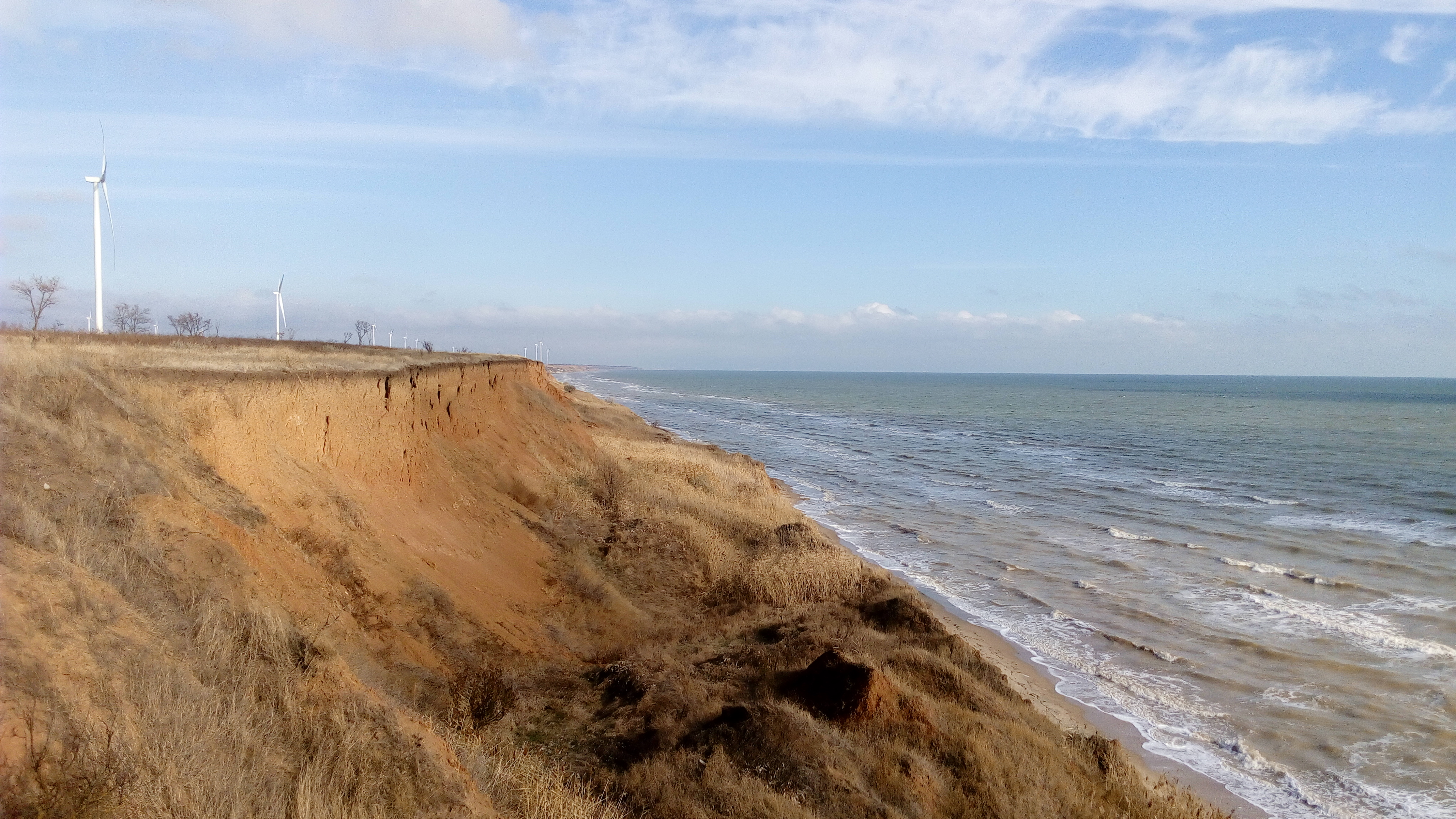
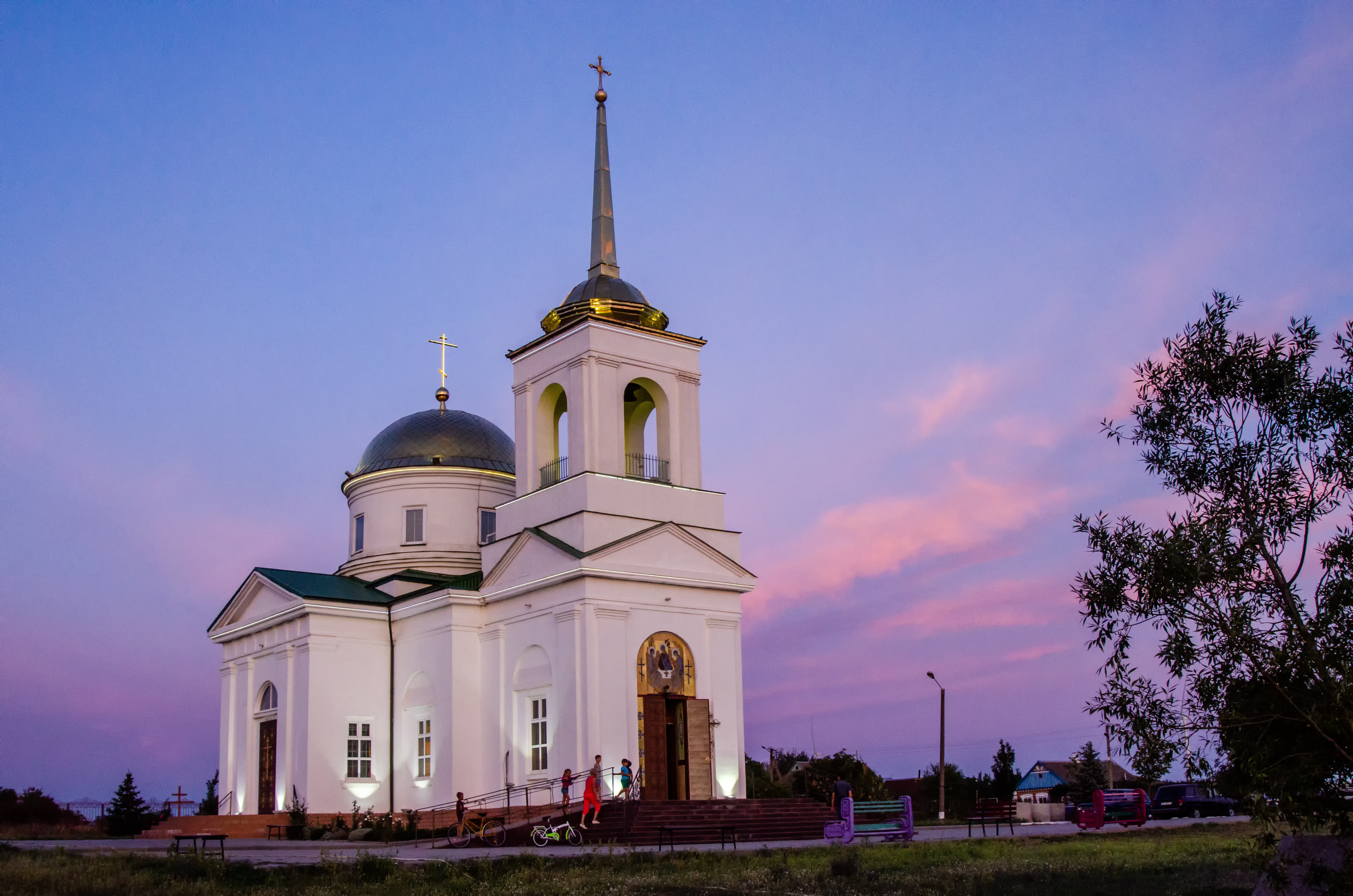
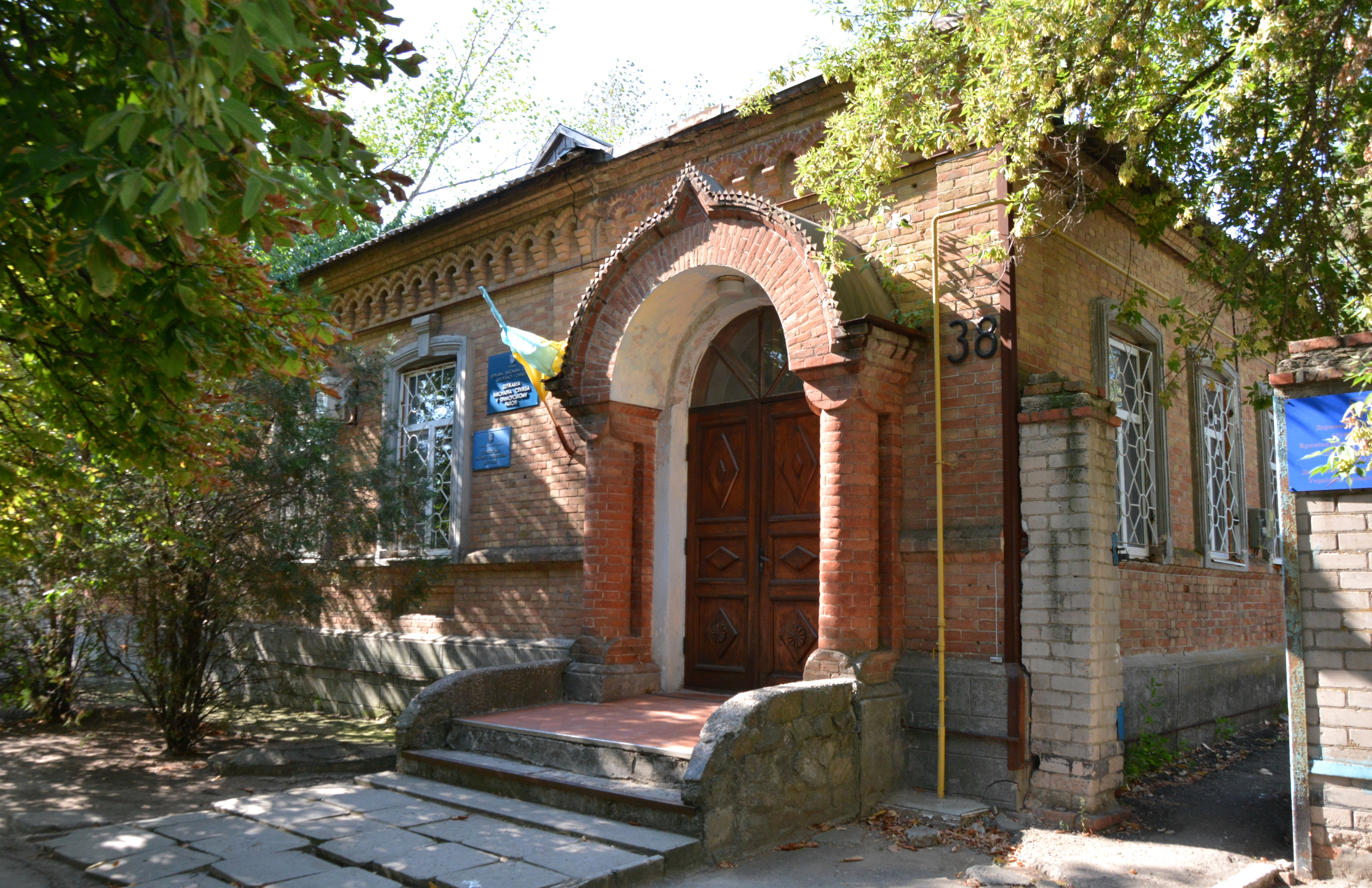
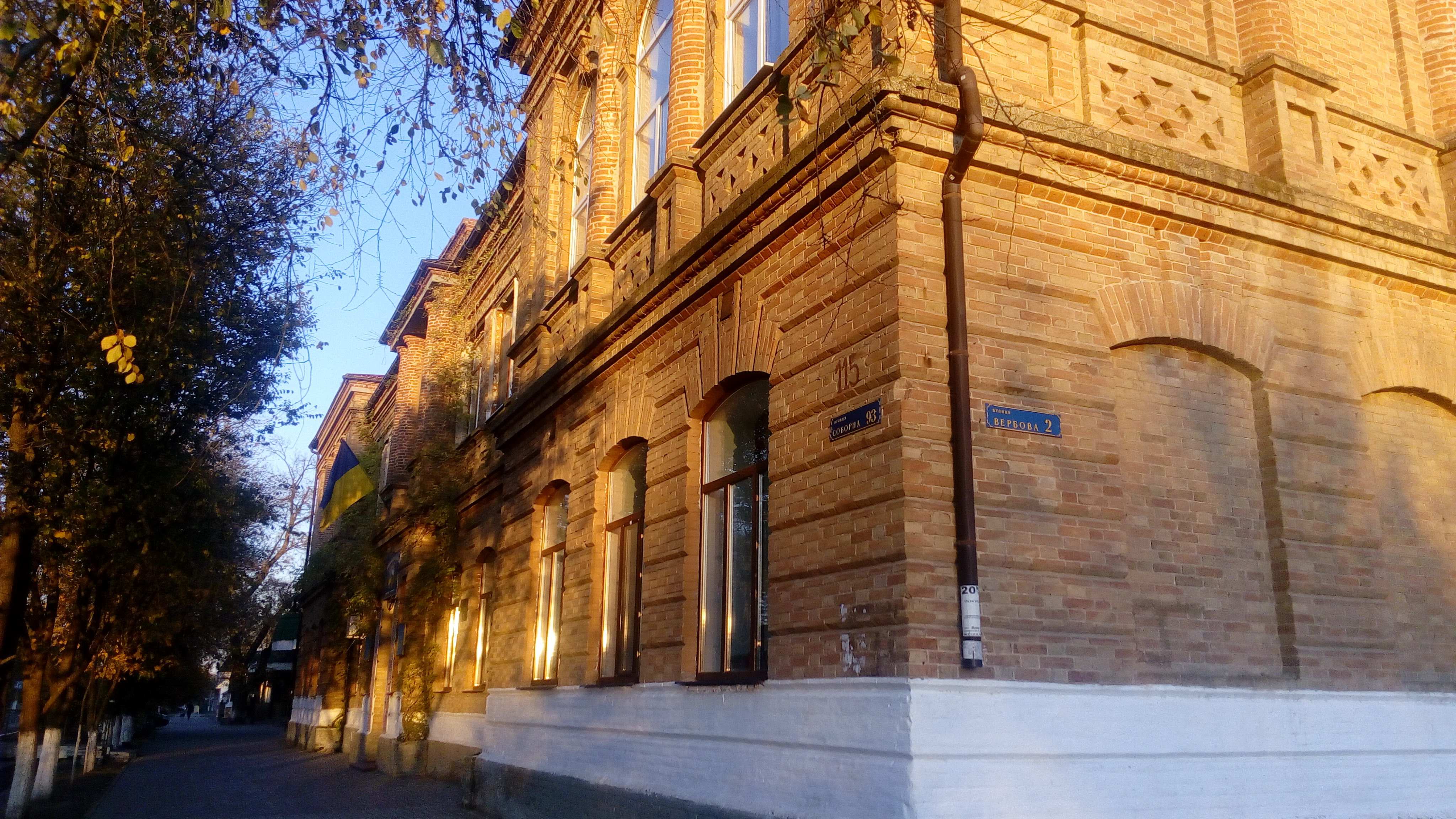

## 來源
1. ↑  . 烏克蘭總統辦公室. 2022-07-22  [2023-06-12]. （原始内容存档于2023-06-13） （乌克兰语）.
2. ↑  周定国 (编). . . 北京: 中国对外翻译出版公司: 779. 2007. ISBN 978-7-500-10753-8. OCLC 885528603. OL 23943703M. NLC 003756704 （中文（中国大陆））.
3. ↑   (PDF). 乌克兰国家统计局: 23.   [2024-02-15]. （原始内容存档 (PDF)于2024-02-02） （乌克兰语及英语）.
4. ↑  民政部地名研究所 (编). . . 北京: 中国社会出版社: 2004. 2017-05. ISBN 978-7-5087-5525-0. OCLC 1121629943. OL 28272719M. NLC 009152391.（简体中文）